# Centaurea nerimaniae
Centaurea nerimaniae — вид рослин роду волошка (Centaurea), з родини айстрових (Asteraceae).

## Опис рослини
Це багаторічна рослина з потовщеним кореневищем і прикореневою листковою розеткою. Стебло прямовисне, смугасте, запушене, розсіяно залозисте, заввишки 150–165 см і 10–13 мм у діаметрі в основі, зазвичай розгалужене у верхній частині, має 10–15 квіткових голів. Листки запушені й залозисті; прикореневі — 6–22 × 1.0–3.5 см, 1–2 перисторозсічені, кінцеві сегменти 15–20 мм ушир, краї від цілих до зубчастих; серединні — подібні до прикореневих; верхні — лінійні, іноді з 1 бічною часткою біля основи. Квіткових голів 1 або рідше 2 на кінці гілок, кулясті або майже циліндричні, 30–40 × 17–30 мм. Квіточки темно-пурпурні, завдовжки ≈ 25 мм. Сім'янки 4.0–5.5 × 2–3 мм, довгасті, вкриті густо притиснутими білуватими волосками; папуси двоморфні — внутрішній ряд завдовжки 2–3 мм, зовнішній ряд 8–10 мм. Період цвітіння: червень — липень.

## Середовище проживання
Ендемік Туреччини (Анатолія).